# Democracia 4
Democracy 4 es un videojuego de gestión hizo su debut en 2020. Este videojuego se centra en la gestión política, económica (macroeconomía) y social de un país dentro de la lista de países que ofrece el juego.

## Sistema del juego
Después de elegido un país y haber hecho promesas de campaña sobre la política que en teoría debería seguir (porque nada le obliga a seguir o no). El jugador llega a la pantalla principal del juego que muestra los ingresos, gastos, déficit y deuda del país. En el medio de la pantalla el jugador tiene su diseño de siete ejes para gobernar el país. :
1. Transporte
2. Economia
3. Fiscal
4. Justicià
5. Servicio público
6. Asuntos exteriores
7. Asuntos sociales

En este videojuego es posible de elegir a tus ministros en función de su lealtad, experiencia, su codiciada posición y el capital político que aportan (créditos de juego que permiten aprobar leyes). El jugador, al tomar decisiones, verá las consecuencias de sus acciones, por ejemplo, el cambio significativo de reducción de la asistencia social conducirá a un aumento de la pobreza, lo que conducirá a un aumento de la delincuencia, etc., lo que causará otros problemas.
Cada "ronda" dura tres meses, y para cada uno de ellos, los ministros elegidos de antemano por los jugadores o los ya presentes conceden créditos que permiten al jugador aprobar leyes.
-El objetivo del jugador es consiga la mayor reelección posible manteniendo el mayor número posible de votantes a su favor, y para conseguirlo tendrá que seguir sus opiniones e ideologías.

### Lista de países propuestos
Aquí está la lista de países propuestos en orden de selección del juegos.
| Nombre               | Requiere extensión | Dificultad    |
| -------------------- | ------------------ | ------------- |
| ESTADOS UNIDOS       | No                 | 1/5 estrellas |
| Reino Unido          | No                 | 5/5 estrellas |
| Japón                | No                 | 5/5 estrellas |
| Francia              | No                 | 3/5 estrellas |
| Canadá               | No                 | 0/5 estrellas |
| Australia            | No                 | 2/5 estrellas |
| España               | No                 | 4/5 estrellas |
| Alemania             | No                 | 2/5 estrellas |
| Italia               | No                 | 4/5 estrellas |
| Corea del Sur        | No                 | 2/5 estrellas |
| Brasil               | Sí                 | 2/5 estrellas |
| Grecia               | Sí                 | 2/5 estrellas |
| República de Irlanda | Sí                 | 2/5 estrellas |
| Polonia              | Sí                 | 1/5 estrellas |
| suizo                | Sí                 | 5/5 estrellas |
| Turquía              | Sí                 | 4/5 estrellas |

## Desarrollo

### Contenido descargable adicional
| Nombre               | fecha de lanzamiento | Notas | Disponibilidad      |
| -------------------- | -------------------- | --- | ------------------- |
| Sistemas de votación |                      | Se agregó un partido político y se agregó la posibilidad de cambiar las condiciones de votación para los ciudadanos.            | A la venta en Steam |
| Paquete País         |                      | Este contenido adicional contiene 6 países adicionales para el juego: Grecia, Irlanda (país), Suiza, Polonia, Turquía y Brasil. | A la venta en Steam |
| Paquete de eventos   |                      | Este contenido adicional contiene 45 nuevos eventos aleatorios y noticias .                                                     | A la venta en Steam |

## Ventas
Sólo en esta última, el juego habría vendido (según una estimación de las ventas de la plataforma Steam) unas 200 000 unidades.